# Feridun Buğeker
Feridun Buğeker (né à Istanbul en Turquie, le 5 avril 1933, et mort dans cette ville le 6 octobre 2014), est un footballeur international turc, qui jouait en tant qu'attaquant.

## Biographie
On connaît peu de choses sur sa carrière de joueur, sauf qu'il évoluait pour le club stambouliote du Fenerbahçe SK lorsqu'il fut appelé en équipe nationale par le sélectionneur italien Sandro Puppo pour disputer la coupe du monde 1954 en Suisse avec la Turquie.